# Стаї (Борисовський район)
Стаї (біл. вёска Стаі) — село в складі Борисовського району Мінської області, Білорусь. Село підпорядковане Пересадській сільській раді, розташоване в північно-східній частині області.